# Méhes Lajos
Méhes Lajos (teljes neve: Méhes Lajos Imre; (Budapest, 1927. július 23. – Tahitótfalu, 2002. június 28.) magyar kommunista politikus, szakszervezeti vezető, országgyűlési képviselő. 1981. január 1. és 1983. december 9. között ipari miniszter.

## Életpályája
Apja Méhes Lajos műszerész, anyja Drozd Mária háztartásbeli volt. Eredetileg géplakatos volt; szakmájában 1948-ig dolgozott. 1944-ben lépett be a Magyar Kommunista Pártba. 1948 és 1961 között különböző beosztásokban végzett pártmunkát. 1961. július és 1962. november között az MSZMP Budapest XIV. Kerületi Bizottsága első titkára, 1962. november és 1964. január között az MSZMP Budapesti Bizottsága titkára volt. Az MSZMP KB póttagja 1962. november 24. és 1965. június 25., majd 1965. június 25. és 1988. május 22. között az MSZMP KB tagja volt.
A KISZ Központi Bizottsága első titkára volt 1964. január 6. és 1970. április 27. között. Ezt követően 1970. április 28. és 1978. április 27. között a  Vas-, Fém- és Villamosenergia-ipari Dolgozók Szakszervezetének főtitkára.
1967. március 19-től 1990. március 16-ig országgyűlési képviselő.
1978. április 21. és 1980. december 3. között az MSZMP Budapesti Bizottsága első titkára. Az MSZMP PB tagja 1980. március 27. és 1985. március 28. között. Ipari miniszterként dolgozott 1980. december 5. és 1983. december 9. között. Végül ő volt a Szakszervezetek Országos Tanácsa főtitkára, 1983. december 9. és 1985. március 4-e között.

## Főbb művei
- Munka hadának a lépése dobog; Táncsics, Budapest, 1977
- A négyszög mind a négy oldalán. Válogatott beszédek és írások; Népszava, Budapest, 1987

## Díjai, elismerései
- Magyar Szabadság érdemrend ezüst fokozata (1958)[4]
- Munka Érdemrend arany fokozata (1965, 1974)[5][6]
- Magyar Népköztársaság érdemrendje (1985)[7]